# Amposta
Amposta egy város dél-Katalóniában, az Ebro partján, annak tengerpartja mellett: Tarragona tartomány Montsiá járásának székhelye. Fekvése 8 méterrel van a tengerszint felett, Gazdasági szempontból, mint Ebro-menti térség főleg rizstermesztő terület, de elsősorban a mezőgazdaságra épülő ipara is van. Deltebre 13 kilométerre van tőle, a közelében lévő kiépítettebb turistahely pedig l'Ampolla, 17 km-rel van közelebb Barcelonához. 2001 után enyhén emelkedő népessége 2013 óta már 21 000 fő felett van.

## Földrajz

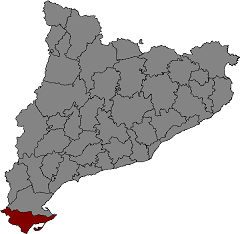
A Montsiá járás helyzete Katalóniában

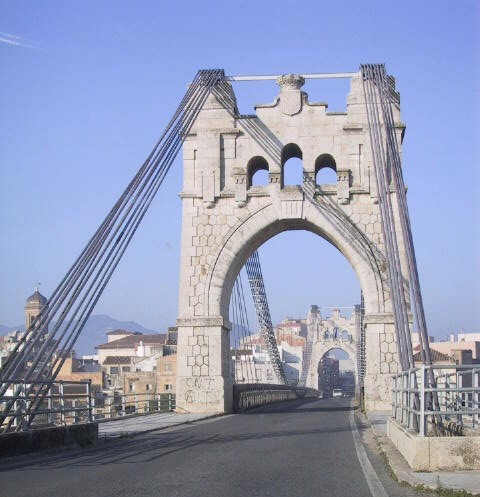
Az ampostai függőhíd

A város az Ebro torkolatának déli partján van. Különlegessége a közelében lévő tengerpart mellett fekvő Deltebre Természetvédelmi Park.
Délre a tengerparton 10 km-re Sant Carles de la Ràpita, majd Alcanar található. Északra 17 km távolságra érhető el l'Ampolla, ez a legnagyobb kiépített közvetlen tengerparti célpont a közelben északra, Barcelona felé.

## Története

### Ókor

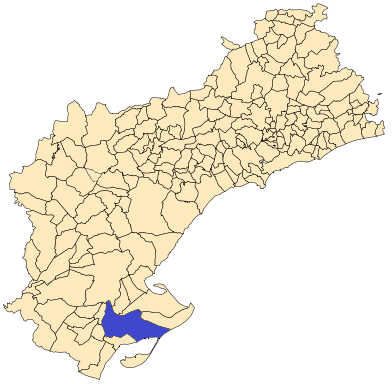
Amposta helye Tarragona tartományban.

A leletek szerint a mai Amposta körül, tehát az Ebro torkolatának déli oldalán lehetett az egyik legfőbb ibér település.
A második pun háborúban i. e. 215-ben volt a hiberai csata. A rómaiak a Carrova torony körül települést hoztak létre és az Ebro teraszairól őrködtek, innen származtatható a település mai neve: Amni Imposita.

### Középkor

Amposta nem hivatalos zászlaja

Az arabok kis erődöt működtettek itt, ennek ellenére az első, még XI. századi visszahódítás nem, csak 150 évvel később sikerült, majd a város fénykora következett.
A 15. század derekán viszont a katalán polgárháborúban nagyon megsérült, nagyrészt lerombolódott és csak 2-300 évvel később indult újra fejlődésnek.

### Újkor
A károlyista csaták után 1860-tól indult meg a város (csak a polgárháború alatt rövid időre megszakított) mai, folyamatos fejlődése. Ekkor kezdődött a város mai fő nevezetességének, a gyönyörű függőhídnak is a tervezése, jelentős csatornázási munkák is zajlottak, majd a 20. század elején az elektromos áram is hamarosan eljutott a városba.

## Gazdaság

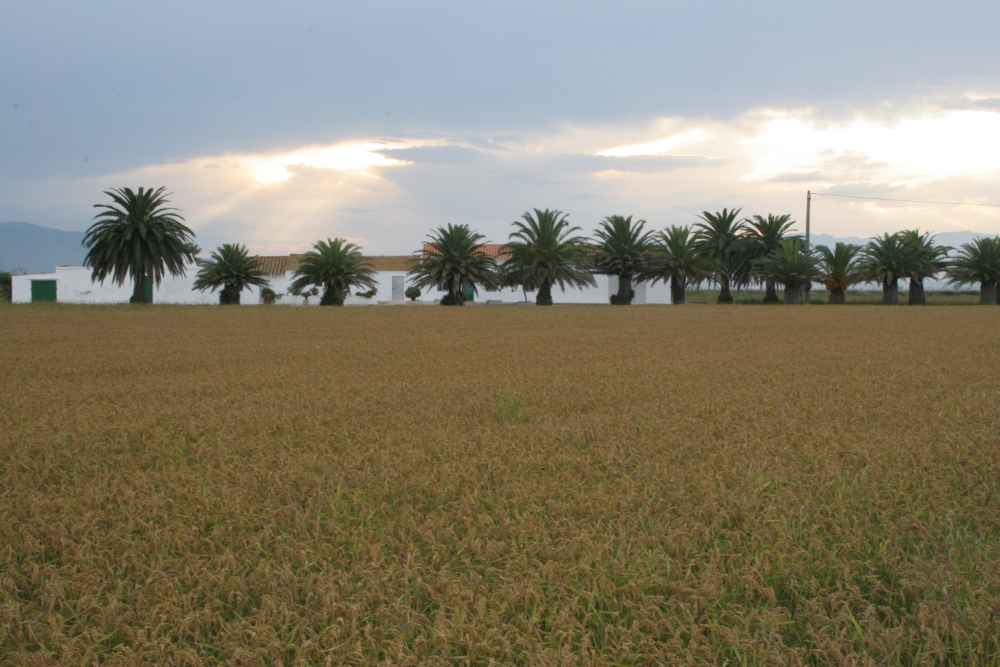
Amposta környékén a legfőbb gazdasági tevékenység a rizstermesztés.

A környéken hagyományosan a legfőbb gazdasági szektor a mezőgazdaság, főleg a rizstermesztés, és a mezőgazdaságra épülő ipar. Ennek hatásfoka olyan sokat fejlődött, hogy ma már a Cambra Arrosera del Montsià Katalónia egyik legnagyobb cége.
Az iparban hagyományosan a papír- és élelmiszeripar játszik nagy szerepet. Ezen túl a legutóbbi időben már a bútor- és fémipar is nő.
A kereskedelem és szolgáltatások területén az utóbbi időben indult be az idegenforgalom fejlődése az Ebro déltájára és a tengerparti természetvédelmi parkra épülve.

## Népesség
A település lakosságának változását az alábbi diagram mutatja:
| Lakosok száma | 298  | 4226 | 8444 | 12 507 | 15 131 | 18 719 | 21 365 | 21 197 | 20 738 | 22 637 |
|               | 1717 | 1900 | 1940 | 1960   | 1986   | 2005   | 2010   | 2014   | 2019   | 2024   |